# Immolation
Immolation (v českém překladu obětování) je americká death metalová kapela založená v roce 1988 ve městě Yonkers na východě státu New York. Předchůdcem byla v letech 1986–1988 kapela Rigor Mortis.
Debutní studiové album vyšlo roku 1991 a nese název Dawn of Possession.

## Historie
Immolation byla založena po zániku skupiny Rigor Mortis (NY), kterou v květnu 1986 založili Andrew Sakowicz (baskytara, zpěv), Dave Wilkinson (bicí) a Robert Vigna (kytara). Po nahrání dema Decomposed a Warriors of Doom Sakowicz kapelu na začátku roku 1988 opustil a byl nahrazen Rossem Dolanem a název skupiny byl změněn na „Immolation“. Nová sestava vydala dvě studiová dema, v roce 1988 a 1989, a získala si celosvětové fanoušky na undergroundové death metalové scéně. Immolation podepsali nahrávací smlouvu s Roadrunner Records a vydali své debutové album Dawn of Possession v roce 1991. Po odchodu z Roadrunner skupina vydala "Stepping on Angels", kompilaci demoverzí a živých skladeb. V roce 1995 kapela podepsala smlouvu s Metal Blade Records a vydala tři alba: Here in After, Failures for Gods a Close to a World Below. Po jejich druhém albu, bubeník Craig Smilowski opustil kapelu a byl nahrazen Alex Hernandez. Jejich další tři alba, Unholy Cult, Harnessing Ruin a Shadows in the Light byla vydána francouzským labelem Listenable Records a Century Media v USA.
V květnu 2001 byli Immolation headlinery turné po Evropě s doprovodnými kapelami: Deranged, Deströyer 666, Decapitated a Soul Demise. Unholy Cult viděl odchod kytaristy Thomase Wilkinsona a přidání bývalého kytaristy Angelcorpse Billa Taylora. Steve Shalaty nahradil Hernandeze na Harnessing Ruin. V únoru 2008 koncertovali Immolation po USA po boku kapel jako Rotting Christ, Belphegor a Averse Sefira. V lednu a únoru 2010 koncertovali Immolation s headlinerem Nile spolu s Krisiun, Rose Funeral a Dreaming Dead.
V březnu 2010 vydali Immolation album Majesty and Decay (Nuclear Blast). V roce 2011 vydali 5-track Providence EP přes Scion A/V ke stažení zdarma. V květnu 2013 vydali Immolation Kingdom of Conspiracy, opět přes Nuclear Blast, a koncertovali s Cannibal Corpse a Napalm Death na turné sponzorovaném Decibel Magazine. Na konci roku 2016, Bill Taylor opustil kapelu z osobních důvodů, a byl nahrazen Alex Bouks. V roce 2017 Immolation vydali své desáté řadové album Atonement. V roce 2022 vydali Immolation své jedenácté plnohodnotné album Acts of God.

## Diskografie

### Demo nahrávky
- '88 Demo (1988)
- Immolation (1989)
- 1994 Promotional Demo (1994)

### Studiová alba
- Dawn of Possession (1991)
- Here in After (1996)
- Failures for Gods (1999)
- Close to a World Below (2000)
- Unholy Cult (2002)
- Harnessing Ruin (2005)
- Shadows in the Light (2007)
- Majesty and Decay (2010)
- Kingdom of Conspiracy (2013)
- Atonement (2017)
- Acts of God (2022)

### EP
- Hope and Horror (EP + DVD, 2007)
- Providence (EP, 2011)

### Kompilace
- Stepping on Angels... Before Dawn (1995)

### DVD
- Bringing Down the World (DVD, 2004)

## Členové
- Robert Vigna – kytara (od r. 1986)
- Ross Dolan – baskytara, vocals (od r. 1988)
- Steve Shalaty – bicí (od r.2003)
- Alex Bouks – kytara (od r. 2016)

Dřívější
- Andrew Sakowicz – baskytara, zpěv (1986–1988)
- Dave Wilkinson – bicí (1986–1988; died 2018)
- Thomas Wilkinson – kytara (1988–2001)
- Neal Boback – bicí (1988–1989)
- Craig Smilowski – bicí (1989–1996)
- Alex Hernandez – bicí (1996–2003)
- Bill Taylor – kytara (2001–2016)

Live musicians
- John McEntee – kytara (2001)